# Historie českého skautingu

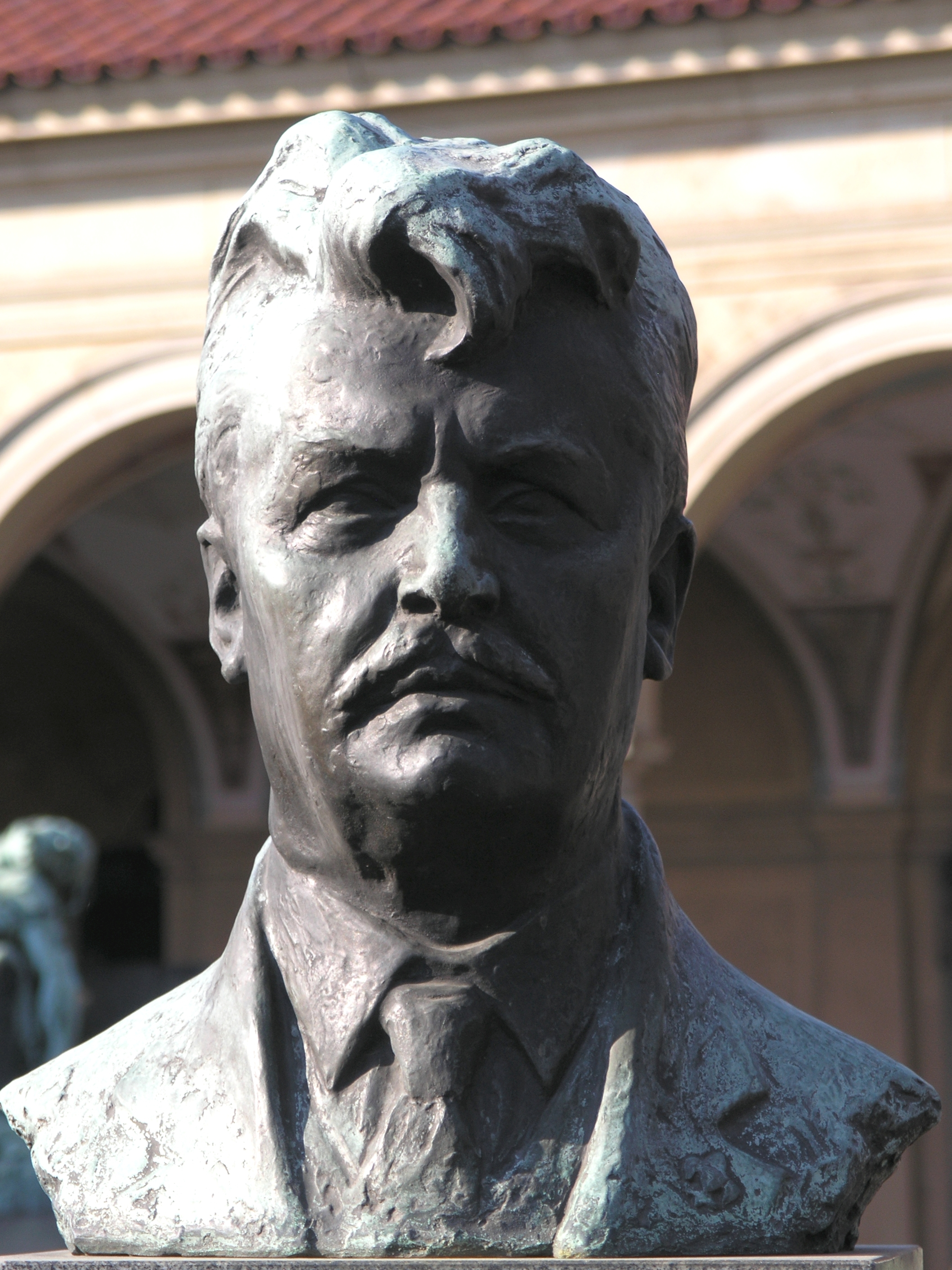
Zakladatel českého skautingu A. B. Svojsík

Skauting se v Česku objevil v roce 1911, již čtyři roky po vzniku skautingu v Anglii. Za zakladatele bývá považován středoškolský profesor a první náčelník skautské organizace Antonín Benjamin Svojsík. Kromě klasického skautingu dle světového náčelníka Roberta Baden-Powella měly výrazný vliv na podobu českého skautingu i myšlenky amerického spisovatele a zálesáka Ernesta Thompsona Setona. Vlivem nižší religiozity v Česku a odmítavému postoji ke katolické církvi byl český skauting byl také od počátku uskupením nenáboženským, orientovaným spíše na vlastenectví a přírodní spiritualitu. Teprve od sametové revoluce je duchovní dimenze skautingu plně přítomna ve slibu i principech většiny organizací. Organizace českých skautů byla i přes snahu udržet činnost pod totalitními systémy třikrát rozpuštěna (1940 nacisty a 1950 a 1970 komunisty). Český skauting po roce 1989 opět reprezentuje celá řada nezávislých spolků, které se svůj program snaží upravit pro potřeby a zájmy dětí 21. století a jejich počet členů výrazně roste; největší českou skautskou organizací je v současnosti Junák – český skaut.

## Počátky

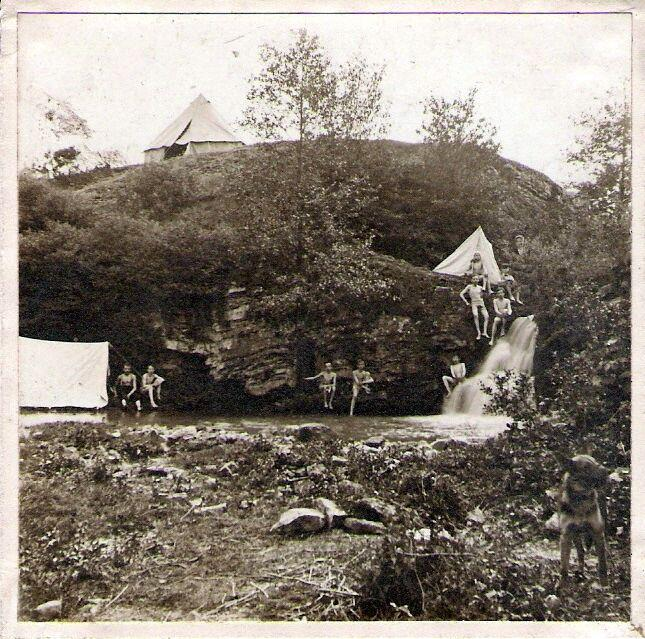
Skauti v Prokopském údolí (1911, foto A. B. Svojsík)

S prvními pokusy o skauting začal A. B. Svojsík v roce 1911. Inspirací mu byla práce R. Baden-Powella v Anglii, kde se byl v létě 1911 i podívat a pozorovat anglické skauty. Požádal Baden-Powella, aby mohl jeho Scouting for Boys vydat v českém jazyce, ovšem upravený pro české poměry. Knihu Základy junáctví Svojsík vydal v květnu 1912. Mimo textů z anglického originálu zahrnul také inspiraci Setonovou lesní moudrostí (woodcraftem) a oslovil i zhruba třicítku významných českých osobností, které přispěly svými články (František Bílý, bohemista a pozdější zemský školní inspektor, navrhl pojmenování českých skautů junáci, podle černohorského slova pro statného mládence).
Již v roce 1911 utvořil Svojsík ze svých studentů pokusnou družinu a podnikl několik výprav s tábořením, například do Prokopského údolí. Skauting začal ještě před vydáním Základů propagovat články i přednáškami. První skautský tábor uspořádal Svojsík v červenci 1912 nedaleko Vorlovské hájovny u hradu Lipnice, v místech dnešní Wolkerovy studánky. Třináct (podle některých zdrojů patnáct) skautů ve věku 11 až 18 let dorazilo na místo z Prahy za pět dní pěšky s vybavením a zásobami v dvoukoláku. Tábor trval nejméně čtyři týdny.
O uvedení skautingu do českého prostředí pokoušeli i jiní, především Miloš Seifert. S jeho osobností je spojen především skautský woodcraft. Také Seifert uspořádal v létě roku 1912 první skautský putovní tábor z Domažlic do Sušice. Josef Rössler-Ořovský zavedl vodní skauting pro dorost Českého Yacht Klubu. Učitel František Hofmeister v roce 1911 založil a do svého odvodu do první světové války provozoval v Rožmitále pod Třemšínem Americkou kolonii skautů. Jan Hořejší zkoušel ve stejném roce některé prvky skautské metody se studenty z Rokycan, v roce 1913 pak založil s Bořivojem Müllerem setonovsky laděné sdružení Psohlavci. První skautskou organizaci, Kroužek skautů, založil v Třebechovicích pod Orebem František Barvíř; v roce 1917 se tento spolek sloučil s Junákem. Vedle Svojsíka tak u zrodu českého skautingu stálo hned několik velmi rozdílných osobností. Z jejich úsilí vychází pozdější pestrá směsice různých tuzemských skautských stylů orientovaných různě ideově i politicky.
Původní Svojsíkův záměr byl zavést skauting do výchovy v Sokole. Sokolové však skauting odmítli jako cizáckou myšlenku. Svojsík proto v roce 1914 založil samostatný spolek Junák – český skaut. Prvním starostou byl zvolen Čeněk Klika, na konci roku 1917 vystřídaný Josefem Rösslerem-Ořovským.
V roce 1915 založily Vlasta Štěpánová a Anna Berkovcová první dívčí skautskou družinu Sasanek a uspořádaly první dívčí tábor u Živohoště; to se spolu se vznikem Odboru pro dívčí výchovu skautskou při Junáku pokládá za počátek činnosti českého dívčího skautingu. Dřívější, méně odvážné pokusy s dívčím skautingem podnikala od roku 1912 i Popelka Biliánová, ta však odmítala např. táboření dívek v přírodě. Během první světové války vznikl také český rodinný skauting z iniciativy Eduarda Štorcha – Sachema, který založil spolek Přátelé skautingu.
Velké úsilí bylo v počátcích věnováno propagaci skautingu a náboru a výchově nových vedoucích – v roce 1913 byl zahájen v Praze první kurz pro rádce a vůdce a v září byl v Královské oboře v Praze zahájen první propagační skautský tábor. V průběhu první světové války čelil Junák tlaku rakousko-uherských orgánů na větší podporu válečného úsilí; tomu se Svojsík snažil vyhnout zapojením skautů do dobrovolných služeb Červenému kříži a Českému srdci a v hospodářství, např. při žních. Hnutí také velmi trpělo odvodem mladých vůdců na frontu.
Český skauting byl od počátku poněkud odlišný od anglického, neboť kladl větší důraz na pobyt v přírodě a romantismus (vlivem amerického woodcraftu), současně ale i na vlastenectví, což vyplývalo z postavení českého národa v době vzniku. Naopak menší důraz byl kladen na původní křesťanské základy skautingu, neboť katolická církev byla v Rakousku-Uhersku silně propojena s vládnoucí habsburskou dynastií. To se také promítlo do poněkud odlišného českého znění skautského slibu, který místo na Boha a panovníka odkazoval na vlast.

## 1918–1938
Po vyhlášení československé samostatnosti se skauti přihlásili do služby Národnímu výboru. Po dobu prvních měsíců vykonávali společně se sokoly strážní službu u důležitých objektů, pomáhali jako tlumočníci či telefonisté. Nejvýraznější však byla Skautská pošta, kurýrní služba mezi vznikajícími institucemi nového státu, v rámci níž vznikly první skautské známky na světě. Z této doby také pochází zvyk českých skautů si navzájem (bez ohledu na věk) tykat.
Období první republiky je považováno za zlatý věk českého skautingu. 7. června 1919 vznikla z Junáka s cílem sjednotit české skauty organizace Svaz junáků-skautů Republiky československé v čele s A. B. Svojsíkem. Vedle něj se ovšem objevila i řada dalších organizací založených na principu národnostním (židovští Techelet Lavan, Hašomer Hacair, Hašomer Kadimah), náboženském (Liga katolických skautů, Legio Angelica) nebo politickém (např. sociálně-demokratičtí Skauti DTJ, národně socialističtí Junáci volnosti, agrárničtí Švehlovi junáci či komunističtí Spartakovi skauti Práce, kteří už však ze skautingu převzali pouze metodu naroubovanou na komunistickou ideologii). Některé tyto organizace časem vstoupily do Svazu, některé sdružovala Svazu konkurující Federace československého junáka; sjednocení českých skautů se tedy nepodařilo ani při opětovném pokusu v roce 1921. Svaz se stal v roce 1922 zakládajícím členem Mezinárodní skautské kanceláře, předchůdce WOSM, Svojsík byl zvolen do jejího Světového výboru; dívčí odbor spoluzakládal v roce 1928 Světovou asociaci skautek (WAGGGS).
Početně začalo skautů v Česku výrazně přibývat. Zatímco na konci války existovaly skautské oddíly mimo Prahu jen v několika městech, v roce 1923 měl jen Svaz již 23 tisíc členů a v roce 1938 65 tisíc. Tomáš Garrigue Masaryk, který Baden-Powellovy práce a skauting mládeži doporučoval již před válkou, převzal 9. května 1920 nad českým skautingem patronát a věnoval mu slavnostní prapor, jehož kopie se zachovala dodnes. Českoslovenští skauti se účastnili prvního světového skautského jamboree v roce 1920 v Olympia Hall v Londýně. V roce 1922 se na Císařském ostrově v Praze uskutečnily Národní skautské slavnosti, první národní jamboree. Na něm byl skauty z Československa, Polska a Jugoslávie založen Svaz slovanských skautů a skautek, který ve 30. letech uspořádal několik slovanských jamboree – v roce 1931 tak tábořilo v Praze přes 15 000 skautů. V roce 1933 chystal Svaz uspořádání světového jamboree, avšak nezískal dostatečnou podporu od státu, a proto se jamboree uskutečnilo v Maďarsku.

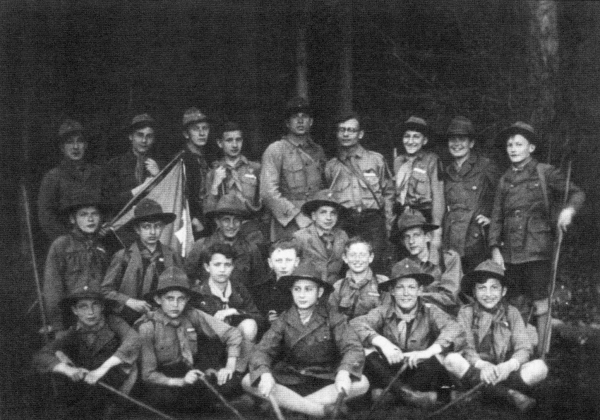
Účastníci skautského tábora u Kramolína na řece Jihlavě r. 1930

Ve dvacátých letech se také ústředí přesunulo od propagace skautingu k práci na jeho kvalitě. Vyšla také řada metodických příruček, jejichž prvky skauti používají dodnes – věkové kategorie, kroje, stupně zdatnosti, odborky (nejznámější Tři orlí pera ovšem vznikla již v roce 1917). V roce 1923 uspořádal F. A. Elstner, který se účastnil kurzu v anglickém Gilwellu, první lesní školu (tehdy šlo o kurz pro vedoucí oddílů); velmi brzy se přidala i Moravská lesní škola, vedená Velenem Fanderlikem. V Měsíčním údolí u Vlašimi byla vybudována první skautská rezervace. V předtuše druhé světové války skauti zvýšili důraz na brannou výchovu.
V období první republiky existovalo také mnoho tematicky specializovaných skautských oddílů, především sportovních – krom dodnes působících vodních skautů také oddíly lyžařské, cyklistické, vědecké nebo dokonce letecké; existovaly oddíly esperantistů nebo radioskautů. Od počátku bylo součástí skautského hodnotového rámce odmítání návykových látek, včetně alkoholu a cigaret; Svaz byl kolektivním členem Československého abstinentního svazu.
V období první republiky vznikla odnož hnutí zvaná skauti táborníci. Zakladatelem byl Eduard Štorch. Oddíly táborníků se po rozpuštění skautských organizací v roce 1940 změnily v soukromé chatové osady a po 2. světové válce již rodinný skauting nebyl obnoven.

## 1939–1945
Na podzim 1938 se A. B. Svojsík vydal do Sovětského svazu. Po návratu prohlásil, že „skauting vylučuje totalitu, totalita vylučuje skauting“. Sovětský Pionýr ho nicméně zaujal. Dva týdny po návratu ovšem zemřel. Také aktivity českého skautského hnutí směřovaly po smrti svého zakladatele jiným směrem, než jaký mělo po většinu meziválečného období. Nově vzniklou Druhou republiku ovládly nacionalistické nálady, což mělo na skauting negativní dopad. Majetek Svazu v pohraničí zabavila Hitlerjugend, oddíly v okleštěné republice se snažily zvládnout nápor uprchlíků z pohraničí. Brzy se začaly polarizovat dosavadní dobré vztahy se skauty v Maďarsku, Polsku a dalších zemích. Na Slovensku se některé dosavadní skautské oddíly staly základem Hlinkovy mládeže. Největší české skautské organizace (Svaz skautů, Junáci volnosti, Švehlovi junáci, Ústředí katolických skautů) se v lednu 1939 spojily do nového národního svazu Junák – ústředí skautské výchovy. Nová organizace direktivně stanovila, že výchova má probíhat jen v údajném křesťanském a národně pravicovém duchu[zdroj?], což z nového Junáka automaticky vyloučilo židovské skauty a do některých oddílů se začal vkrádat antisemitismus. Vedoucí Junáka museli být členy vládní Strany národní jednoty, čímž byl narušen princip apolitičnosti skautingu. Junák také zavedl jednotné kroje a barvy šátků dle věkových kategorií a novou podobu znaku, která je používána dodnes. Mladší skautky byly z původních šotků přejmenovány na světlušky. Ve výchově bylo akcentováno vyhrocené vlastenectví.
Krize Junáka pokračovala i po vzniku Protektorátu, citelná byla materiální krize. Po vypuknutí druhé světové války bylo ve vlně zatýkání odvlečeno do koncentračních táborů i mnoho činovníků Junáka, mezi nimi náčelník Řehák. Na jeho místo nastoupil místonáčelník Rudolf Plajner, který po emigraci velitele Vlčka zastával i tuto funkci. Přes řadu politických ústupků ze strany vedení Junáka, provedených ve snaze uhájit činnost s mládeží, jej okupační orgány dál považovaly za nebezpečnou opoziční organizaci.
V létě roku 1940 byly některé junácké tábory nečekaně rozehnány bezpečnostními nacistickými oddíly. Dne 28. října byl pak Junák z nařízení K. H. Franka rozpuštěn jakožto nepřátelská organizace a jeho majetek v hodnotě 25 milionů tehdejších korun zabaven nacisty. Ostatní skautské organizace mohly ale dál pokračovat v činnosti. Zvláště v Praze se mezi roky 1943 a 1944 postupně řada mladých zapojila do činnosti Kuratoria pro výchovu mládeže v Čechách a na Moravě, které jim poskytovalo krytí pro jejich oddílovou činnost, tajně prováděnou ve skautském duchu. Některé oddíly se přetvořily v kluby časopisu Mladý hlasatel nebo přešly pod hlavičku Sokola. Po jejich zrušení nalezly útočiště v Klubu českých turistů.
Řada skautů se zapojila do protinacistického odboje (např. vedoucí 1. oddílu Kolín, škpt. Václav Morávek, jeden ze Tří králů), mnozí odešli do zahraničí (např. Adolf Opálka, pozdější velitel výsadku Out Distance). Skauty řízená Zpravodajská brigáda byla s několika stovkami členů největší domácí odbojovou organizací, kterou se nacistům nepodařilo odhalit. Skauti také často působili jako převaděči při ilegálních přechodech hranic. Na Ostravsku působila odbojová skupina roverů Odboj slezských junáků pod vedením Vladimíra Čermáka, která byla těsně před osvobozením Ostravy prozrazena, její členové zatčeni a bez soudu zastřeleni. Na jejich památku vznikla pod Lysou horou mohyla Ivančena. V Londýně, sídle čs. exilové vlády, obnovilo v květnu 1941 činnost Československé ústředí skautské výchovy Junák pod vedením Velena Fanderlika.
Jiní skauti naproti tomu vstoupili do služeb okupační nacistické správy. Jedním z nejvýraznějších kolaborantů se stal Eduard Chalupa, bývalý český legionář a skautský vedoucí, který se stal významným činovníkem Kuratoria.

## 1945–1950
Junák obnovil svou činnost ještě v průběhu Pražského povstání v květnu 1945. Většina ostatních předválečných skautských organizací už svou činnost neobnovila. Díky vysokému renomé získanému odbojovou činností byl Junák populární; v roce 1946 měla organizace čtvrt milionu členů.
Junák se zpočátku snažil vzdorovat nedemokratickým mechanismům, které se začaly v poválečné republice rychle projevovat. Na nátlak KSČ se stal již rozhodnutím II. sněmu v září 1945 kolektivním členem komunisty řízeného Svazu české mládeže s dílčí autonomií a vlastními stanovami. Mnozí členové Junáka byli členy KSČ a dále prosazovali myšlenku jednotné výchovy mládeže. V roce 1946 byla na sněmu v Praze ustavena zastřešující organizace Junák – ústředí skautské výchovy jako svaz Českého a Slovenského Junáka; v jejích stanovách se Junák zavázal pracovat „v duchu lidově demokratické republiky“.
Růst členské základny si vyžádal pořádání velkého množství lesních škol a kurzů pro vedoucí oddílů (o prázdninách 1946 dokonce 39), které však nedokázaly uspokojit poptávku a počet členů tak začal vlivem nižší kvality činnosti postupně klesat. V září 1946 byl uspořádán první Svojsíkův závod. Junák také získal od ministerstva zemědělství pro vybudování skautské rezervace zámek Štiřín, další rezervace vznikla v Červeném Hrádku u Sedlčan. V roce 1947 se přes 500 československých skautů účastnilo světového Jamboree míru ve francouzském Moissonu. Byla vyhlášena Junácká dvouletka, v rámci níž měl každý skaut odpracovat 70 hodin na veřejně prospěšné účely.
Ve vedení Junáka se postupně prohluboval spor mezi zastánci apolitického Junáka a skauty-komunisty. Skupina brněnských skautů-komunistů vypracovala Junácký manifest, který navrhl kompletní přepracování skautské idey v komunistickém duchu; pražský a slezský zemský sněm v lednu 1948 tento návrh podpořily, brněnský jej naopak odmítl a navrhl vystoupení ze Svazu české mládeže, což podpořil i náčelník Rudolf Plajner. Skupina skautů z Ivančic vydala v reakci Skautský manifest, který zdůrazňoval platnost dosavadního zákona a duchovní rozměr skautingu. Rozhodnutí mělo padnout na celostátním sněmu v únoru 1948.
Během komunistického převratu v únoru 1948 byli náčelní Vlasta Koseová a náčelník Rudolf Plajner předvoláni k ministru Alexeji Čepičkovi. Po vyhrocené konfrontaci navrhl Plajner svou rezignaci a zřízení Ústředního akčního výboru Junáka, který měl řídit organizaci do plánovaného sněmu 28. února. Ústředí však bylo hned 25. února obsazeno skupinou ozbrojených učňů vedených skauty-komunisty. Akční výbor se neprodleně přihlásil k politice KSČ, odvolal konání sněmu, zrušil křesťanské skautské oddíly, Plajnera uvrhl do domácího vězení, vyměnil šéfredaktory skautských časopisů a započal hloubkovou čistku mezi skautskými činovníky.
Akční výbor rozhodl v rozporu se stanovami v březnu 1948 o začlenění Junáka do nového Svazu československé mládeže (SČM). Bezprostředně poté byl rozhodnutím SČM Junák zúžen na organizaci pro děti do 15 let, starší měli být přímo členy SČM; někteří tento pokyn následovali a své oddíly později převedli do Pionýra, mnozí však odmítli a své oddíly rozpustili, případně přešli s činností do ilegality pod hlavičkou jiných organizací. V březnu 1948 tak Junák de facto přestává existovat.
V lednu 1949 Junák oficiálně vystoupil z mezinárodních skautských organizací. Dle zadání KSČ byl skauting jako ideově nepřátelské hnutí postupně likvidován ve prospěch Pionýrských oddílů Junáka, nově vznikajících při školách; 24. dubna 1949 (na svátek patrona skautů, sv. Jiří) pak byl založen Pionýr. Skomírající Junák byl definitivně rozpuštěn 1. ledna 1951 a jeho majetek převeden do Pionýra. V roce 1953 byla vydána lživá publikace Aloise Poledňáka Skauting ve službách podněcovatelů války, která popisovala skauty jako agenty Západu.
Většina skautů byla za svou činnost v Junáku perzekvována; někteří se zapojili do protikomunistického odboje. Skauti ze Železného Brodu byli při přípravě ozbrojeného odporu v Jizerských horách zmasakrováni komunistickou policií. Několik stovek skautů bylo odsouzeno k odnětí svobody, často do krutých pracovních táborů, devět bylo popraveno (Jiří Hejna, Vladivoj Tomek). Skupina kolem manželů Skálových zapojila řadu pražských skautů (např. Jiřího Navrátila) do přípravy Prokešova puče, kde měli působit jako spojky. Zmínění byli potrestáni dlouhým odnětím svobody, většina zapojených však unikla bez trestu, neboť se jim podařilo domluvit se morseovkou na společné výpovědi a přesvědčit vyšetřovatele, že pouze plánovali skautskou hru po městě.
Političtí vězni vytvářeli skautské družiny i v pracovních táborech, řada z nich v silně improvizovaných podmínkách složila i skautský slib.

## 60. léta

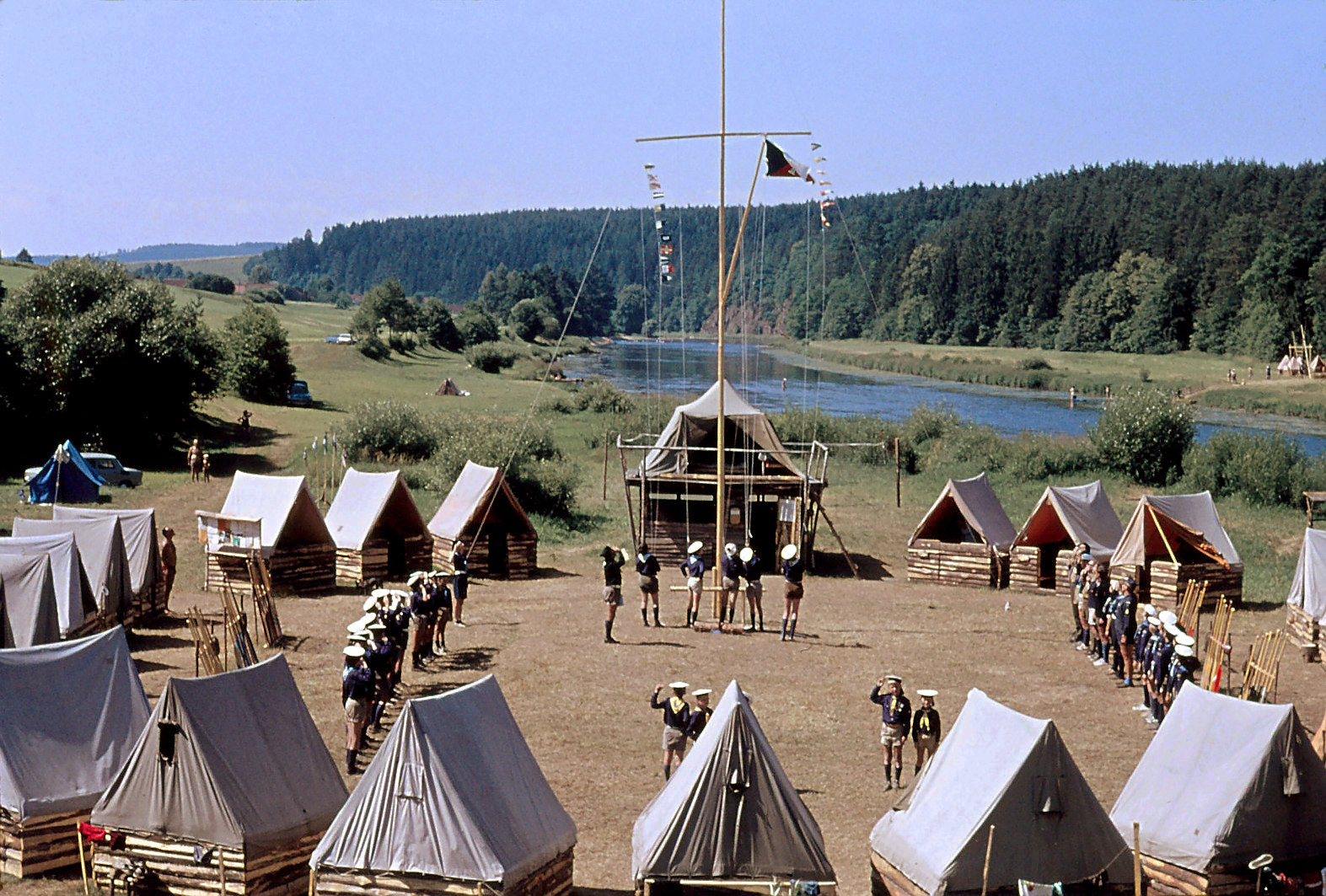
Tábor pražské vodní Dvojky, 1969

Stagnace pionýrské organizace a uvolňování politických poměrů v 60. letech umožnilo provozovat skautskou činnost pod hlavičkou jiných organizací – např. jako čtenářské kluby časopisu ABC nebo jako turistické oddíly, které se mohly stále otevřeněji ke skautingu hlásit. V rámci městského výboru ČSM fungoval od toku 1958 tábornický klub Psohlavci pod vedením Josefa Zikána – Bobra, který již v roce 1965 sdružoval třináct oddílů, z toho jeden mimopražský. Ve Svazarmu se zformoval odbor pro branný pobyt v přírodě, Zálesák.
Na pohřbu předválečného náčelníka Bohuslava Řeháka 3. ledna 1968 se skauti poprvé znovu sešli v kroji a zpívali skautskou hymnu. Nový předseda Pionýra, tolerantní Oldřich Kryštofek, vyzval bývalé členy Junáka k činnosti v rámci přebudované organizace; protože v ní však setrvávala řada činovníků, kteří po únoru 1948 skauting potlačovali, tuto výzvu nikdo nevyslyšel.
Se změnou ve vedení země a demokratizací se skauting začal spontánně a živelně obnovovat zdola. V únoru 1968 vznikla v Praze Junácká informační služba; v březnu se Psohlavci prohlásili za skauty, spojili se s Plajnerem a členy bývalých náčelnictev a 29. března uspořádali v pražské Domovině setkání více než tisíce skautů, na němž za mediální pozornosti oznámili žádost ministerstvu vnitra o obnovu Junáka. V dubnu se obnovily první křesťanské (tzv. homogenní) oddíly a ustavila Duchovní rada, narychlo se psaly metodické příručky, pořádaly kurzy pro vedoucí a sháněl materiál na letní tábory, jichž se zúčastnilo na deset tisíc dětí. Začal znovu vycházet časopis Skaut-Junák, jehož šéfredaktor Jan Šimáně – Galén pozval do redakční rady osobnosti jako byl E. Zátopek, J. Foglar, F. A. Elstner ad. Skauti se nadšeně účastnili prvomájových průvodů. Přibližně každý šestý činovník Junáka byl členem KSČ.
Naděje na rozvoj byly ukončeny srpnovou okupací. Ústředí Junáka proti ní protestovalo (26. srpna vyšla výzva k pokojnému odporu Všem složkám Junáka), stejně jako drtivá většina řadových skautů; provozovatelé nezávislého vysílače Svobodné Podbrdsko se hlásili ke skautingu. Při schvalování stanov ministerstvem však již byl Junák donucen k četným ústupkům. Listopadový III. sněm v pražském Obecním domě tak schválil členství v připravované federaci Sdružení organizací dětí a mládeže (SODM), ukončení činnosti duchovní rady a zrušení zvláštní kategorie křesťanských oddílů, neustavení kmene dospělých skautů a nemožnost plánovaného znovupřihlášení do mezinárodních skautských organizací. Ve stanovách bylo (v rozporu s principem apolitičnosti skautingu) zakotveno poslání Junáka ve službě „národu a Československé socialistické republice v duchu demokracie, humanismu a socialismu“; sněm schválil zásady programu výchovy v duchu marxismu-leninismu a přihlásil se k tehdejší politice KSČ. Starostou byl zvolen Antonín Sum, náčelní Vlasta Macková, náčelníkem Rudolf Plajner. V prosinci byl ustaven federální Československý Junák.
V roce 1969 měl Junák více než 65 tisíc členů a uspořádal více než 1500 táborů. Konal se obnovený Svojsíkův závod, skauti se účastnili Jamboree on the Air a od října během dalšího roku pořádali akci Milion hodin republice, zaměřenou na službu společnosti formou brigád, sběrů nebo pomoci starým a postiženým lidem; tento závazek se podařilo splnit.
Po srpnových událostech se na všech úrovních organizace aktivizovaly stranické skupiny KSČ tvořené skauty-komunisty v čele se Zbyňkem Hálou a Václavem Marhoulem, které postupně uplatňovaly stále větší vliv na fungování Junáka ve snaze zevnitř organizace zrušit její samostatnost v rámci SODM. Jejich členem byl i Václav Břicháček, pozdější porevoluční náčelník Junáka. Zbytek vedení přistupoval ke stále větším kompromisům se skautskými principy ve snaze udržet činnost s mládeží co nejdéle – v červnu 1969 byl tak z vedení redakce Skautingu odvolán dřívější politický vězeň Karel Průcha. Před plíživou vnitřní sebelikvidací varovalo na počátku roku 1970 anonymní prohlášení Syrinx, jehož autorem byl mj. Jiří Zachariáš – Pedro. V předtuše brzkého konce se v létě 1970 konaly tábory pro 35 tisíc dětí, pořádá se velké množství lesních škol a kurzů. Byl také ustaven Svojsíkův oddíl se zasloužilými členy. Skauti se hromadně účastnili pohřbu Jana Palacha.

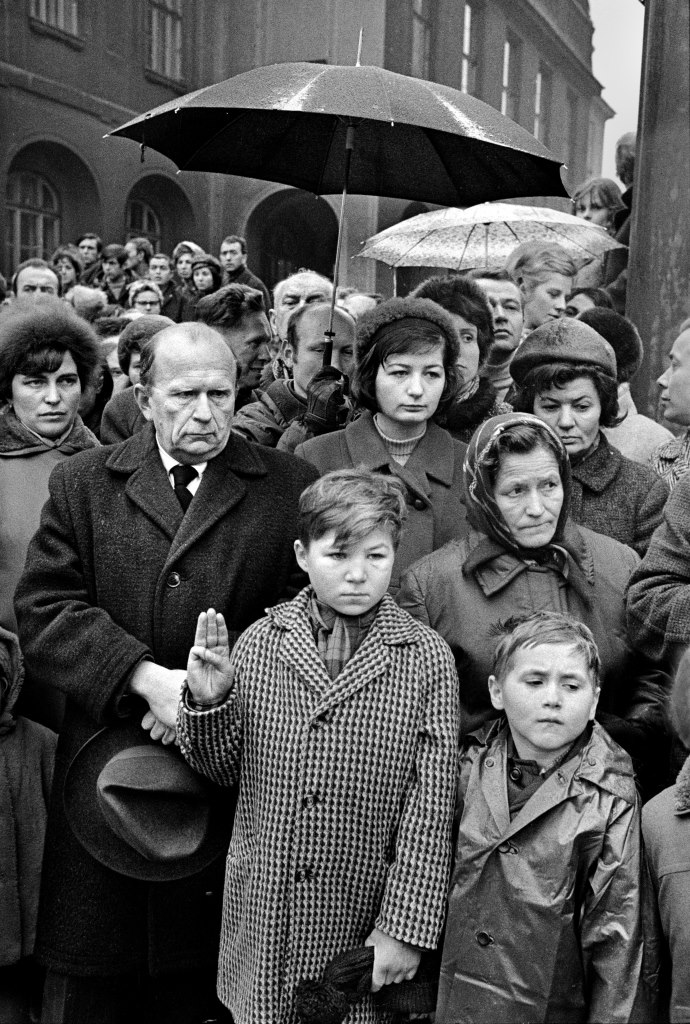
Skaut během pohřbu Jana Palacha

Na konci roku 1969 vydalo ÚV KSČ pokyn k likvidaci Junáka. 1. února 1970 se schází řádně zvolená Ústřední rada Junáka, která v rozporu se stanovami kooptovala do svých řad 12 dalších členů, vesměs komunistů, odsouhlasila účast na oslavách 100. narozenin V. I. Lenina a povinné naplňování Programu socialistické výchovy v Junáku, připraveného Václavem Břicháčkem a Rudolfem Plajnerem, odsoudila Syrinx a jednomyslně se přihlásila k budování jednotné mládežnické organizace. Plajner se pokusil 5. února na svou funkci rezignovat, avšak jeho rezignace nebyla na rozdíl od řady dalších nekomunistických činovníků (např. Jarmila Burghausera) přijata.
Ústřední rada postupně připravila a k 15. září 1970 v rozporu se stanovami bez svolání sněmu schválila zánik Junáka. Její bývalí členové následně vyjádřili plnou podporu Pionýrské organizaci (PO) a vyzvali skautské oddíly, aby do něj přestoupily. Pionýr převzal i majetek Junáka. Rudolf Plajner v červnu 1970 na aktivu PO v rozporu se skautskou ideou prohlásil, že Junák nikdy neměl žádnou ideologii a vždy ji přijímal od okolní společnosti; v listopadu pak byl zvolen do Ústřední rady PO, tuto funkci vykonával až do abdikace v roce 1977.
Na konec srpna bylo plánováno v Potštejně celostátní kolo Závodu vlčat a světlušek; okresní výbor KSČ však jeho pořádání znemožnil a pro jistotu na místo vyslal hlídkový vrtulník.
Velká většina skautských oddílů se snažila fungovat co nejdéle; když to přestalo být možné, část oddílů a jejich vedoucích se přesunula do PO, část oddílů ukončila svoji činnost. Hrstka pražských oddílů dokázala fungovat zcela v ilegalitě. Pro některé zbylé se záchrannou variantou staly Turistické oddíly mládeže (TOM; nebyly členy PO, ale ČSTV), i když se očekávalo, že k jejich rušení bude brzy přikročeno, v kterých se snažili uplatňovat své poznatky z dřívějšího vedení skautských oddílů. Dalšími útočišti byli např. Mladí požárníci, Český svaz ochránců přírody, Červený kříž nebo Svazarm. Některé z těchto oddílů měly propracovanou metodiku maskující skautskou ideu, byly však nuceny k mnoha ústupkům – z mnohých se vytratil duchovní rozměr skautingu, skautská metoda a při obměně vedoucích pak skautské základy často mizely úplně. Někteří činovníci, kteří odmítli přejít do PO, byli postiženi ztrátou zaměstnání, někteří byli pod dohledem StB.

## Exilový skauting
Zahraniční osamělé hlídky, družiny či celé oddíly, které udržovaly tradice českého a slovenského skautingu daleko od domova, vznikaly na mnoha místech, kde našli naši krajané v zahraniční nový domov, přechodný či trvalý. Nejznámější a největší organizace, která udržovala tradice českého a slovenského skautingu v exilu, byl ČSES – Český a slovenský exilový skauting. Tato organizace působila od roku 1975 zejména v několika západoevropských zemích, udržovala kontakty s exilovými skauty v USA, disponovala vlastním nakladatelstvím a pořádala vlastní celoevropské srazy „Exiloree“. Starostou organizace byl Velen Fanderlik.

## Obnova po roce 1989
Hned v prvních dnech po 17. listopadu 1989 sestavil člen ilegální skautské skupiny ČIN Jiří Zachariáš – Pedro výzvu k obnově Junáka na základě původních hodnot a bez spojení se Socialistickým svazem mládeže. 2. prosince se v sále Městské knihovny v Praze konalo obnovující setkání Junáka, kterého se účastnily přes dva tisíce lidí. V mnoha městech se živelně obnovovaly skautská střediska. 6. ledna se sešla Ústřední rada Junáka i náčelnictva a společně anulovaly zrušení z roku 1970. V roce 1990 se k Junáku hlásilo přes 90 000 členů; některé oddíly vznikly nově, některé z původně turistických nebo pionýrských oddílů. 19. května 1990 se konal obnovující sněm, který volí starostkou Dagmar Burešovou, náčelní Vlastu Mackovou a náčelníkem Václava Břicháčka. V létě je Československý Junák znovu přijat do WOSM a WAGGGS.
Mnozí činovníci obnoveného hnutí byli však zároveň bývalými členy KSČ nebo účastníky kontroverzního rozpuštění Junáka v roce 1970. Diskuze u tzv. kulatých stolů nedošly k uspokojivému řešení, převážně pro neochotu některých zúčastněných; skupina činovníků kolem Karla Průchy a Jiřího Zachariáše proto založila Svaz skautů. Rozpuštění Junáka v roce 1970 zevnitř také působilo problémy při restitucích, které byly často zamítnuty s poukazem na neexistující právní kontinuitu organizace.
V roce 1992 opustili adventističtí skauti Junáka a založili Klub Pathfinder, s Junákem však nadále zůstali v úzké spolupráci.
Po rozpadu Československa zanikla federální organizace a český Junák tak musel znovu zažádat o členství v mezinárodních organizacích. Problémem při tom byla absence duchovního principu (povinnost k Bohu) ve skautském slibu, který tak byl přidáním odkazu na Nejvyšší Pravdu a Lásku uveden do dnešní podoby. Junák byl do WOSM a WAGGGS přijat v roce 1996. Minoritní české skautské organizace jsou zpravidla členy alternativního světového sdružení WFIS.
V roce 1997 navázalo v Praze na tradici prvorepublikových Táborů slovanských skautů setkání Fénix, které odstartovalo tradici Středoevropských jamboree.
V roce 1998 Junák spoluzaložil Českou radu dětí a mládeže s řadou dalších mládežnických organizací, včetně Pionýra, zejména za účelem reprezentace svých zájmů u státních orgánů. Nesouhlas s tímto a několika dalšími kroky ústředí vedl v roce 2000 k odštěpení několika oddílů a středisek od Junáka do nové organizace Skaut – český skauting ABS.
Dlouhé období, kdy nemohl skauting legálně existovat (celkem 43 ze 49 let mezi roky 1940 a 1989) se projevilo v určitém ustrnutí českého skautingu oproti světovému hnutí, a to jak metodicky (např. klasické táboření), tak generačně – mnoho činovníků bylo důchodového věku, což vedlo k mnoha generačním sporům a poklesu členské základny Junáka až na přibližně 40 tisíc v roce 2006. V roce 2005 však byl na Valném sněmu Junáka přijat dokument Charta českého skautingu, který dal podnět k inovaci skautského výchovného programu. Nový program více pracuje s genderově smíšenými oddíly, inovuje výchovné prostředky a přijímá do programu oddílu nové a atraktivní prvky. Spolu s tím byly na národním jamboree Klíč 2008 v Plzni zavedeny nové skautské a vlčácké stezky, což jsou publikace provádějící dítě skautským rokem a sledující jeho osobnostní růst. Snaží se tak oslovit nejmladší generaci, která preferuje jiné způsoby trávení volného času, než před 20 nebo 40 lety. Pokles členů se následně zastavil, v roce 2018 bylo registrováno v Junáku přes 60 tisíc členů.
V roce 2007 oslavili čeští skauti sto let světového skautingu, které vyvrcholily na světovém jamboree v Anglii, o čtyři roky 2011 pak sto let skautingu českého.
V roce 2015 vzniká v Praze na Staroměstském náměstí Skautský institut vedený Milošem Říhou – Šípkem s cílem šířit myšlenky skautingu mezi veřejnost. Brzy se objevují jeho pobočky v dalších městech, mj. v Brně a Plzni.
Na jaře 2020 čeští skauti většinou pozastavili činnost v reakci na rozhodnutí přijímaná státními institucemi ohledně pandemie covidu-19. Junák – český skaut přerušil rozhodnutím starosty Josefa Výprachtického – Josého činnost od 11. března do 10. května, kdy přešel k činnosti omezené.